# Forte da Areosa
O Forte da Areosa, também referido como Fortim da Areosa, Forte da Vinha e Castelo Velho, localiza-se no lugar de Rego de Fontes, ao sul da enseada de Vinha, na povoação e freguesia de Areosa, no município de Viana do Castelo, e no distrito de Viana do Castelo, em Portugal.
Encontra-se classificado como Imóvel de Interesse Público pelo Decreto n.º 251/70, publicado no DG n.º 129, de 3 de junho de 1970.

## História
Com o fim da Guerra da Restauração (1640-1668), foi um dos quatro fortins edificados no litoral entre Caminha e Viana do Castelo com o objetivo de reforçar a defesa da costa atlântica do Alto Minho, vulnerável a um possível ataque da Armada espanhola. Os demais foram o Forte de Montedor em Carreço, e os fortes do Cão e de Lagarteira em Vila Praia de Âncora. Estes somavam-se ao Forte da Ínsua, construído durante aquele conflito para defesa da barra sul do rio Minho.
Nessa linha, à época, foram remodeladas fortificações já existentes como o Castelo de Valença, o Castelo de Vila Nova de Cerveira e o Forte de Santiago da Barra. Para complemento da defesa da margem esquerda (sul) do rio Minho foi erguido o Forte de São Francisco de Lovelhe (ou de Lobelhe), em Vila Nova de Cerveira.
Terá sido concluído em 1701.

## Características
Fortificação marítima abaluartada, de pequenas dimensões e alçados simples, apresenta planta estrelada no estilo maneirista, sendo constituído por quatro baluartes desiguais. A face voltada ao mar é de forma curva, sendo a face oposta é côncava. Nesta rasga-se o portão de armas, em arco de volta perfeita. Em seu interior encontram-se as dependências de serviço, formando um corredor no centro da praça.
A sua tipologia estrutural apresenta semelhanças com os fortes de Montedor e do Cão, cuja planimetria constituiu, à época, um avanço no sistema de defesa e vigia. Acredita-se que este conjunto de fortes litorâneos possa ter sido delineado pelo mesmo arquiteto.